# 1978-as Formula–1 belga nagydíj
A belga nagydíj volt az 1978-as Formula–1 világbajnokság hatodik futama.

## Futam
| Helyezés | #  | Versenyző             | Csapat/Motor       | Körök | Idő/Kiesés oka | Rajthely | Pontszám |
| -------- | -- | --------------------- | ------------------ | ----- | -------------- | -------- | -------- |
| 1        | 5  | Mario Andretti        | Lotus-Ford         | 70    | 1:39:52,02     | 1        | 9        |
| 2        | 6  | Ronnie Peterson       | Lotus-Ford         | 70    | +9,90          | 7        | 6        |
| 3        | 11 | Carlos Reutemann      | Ferrari            | 70    | +24,34         | 2        | 4        |
| 4        | 12 | Gilles Villeneuve     | Ferrari            | 70    | +47,04         | 4        | 3        |
| 5        | 26 | Jacques Laffite       | Ligier-Matra       | 69    | Baleset        | 14       | 2        |
| 6        | 3  | Didier Pironi         | Tyrrell-Ford       | 69    | +1 kör         | 23       | 1        |
| 7        | 30 | Brett Lunger          | McLaren-Ford       | 69    | +1 kör         | 24       |          |
| 8        | 33 | Bruno Giacomelli      | McLaren-Ford       | 69    | +1 kör         | 21       |          |
| 9        | 31 | René Arnoux           | Martini-Ford       | 68    | +2 kör         | 19       |          |
| 10       | 27 | Alan Jones            | Williams-Ford      | 68    | +2 kör         | 11       |          |
| 11       | 9  | Jochen Mass           | ATS-Ford           | 68    | +2 kör         | 16       |          |
| 12       | 22 | Jacky Ickx            | Ensign-Ford        | 64    | +6 kör         | 22       |          |
| 13       | 19 | Vittorio Brambilla    | Surtees-Ford       | 63    | Motorhiba      | 12       |          |
| Kiesett  | 16 | Hans-Joachim Stuck    | Shadow-Ford        | 56    | Kicsúszás      | 10       |          |
| HN       | 15 | Jean-Pierre Jabouille | Renault            | 56    | +14 kör        | 20       |          |
| Kiesett  | 20 | Jody Scheckter        | Wolf-Ford          | 53    | Kicsúszás      | 5        |          |
| Kiesett  | 4  | Patrick Depailler     | Tyrrell-Ford       | 51    | Váltó          | 13       |          |
| Kiesett  | 17 | Clay Regazzoni        | Shadow-Ford        | 40    | Erőátvitel     | 18       |          |
| Kiesett  | 35 | Riccardo Patrese      | Arrows-Ford        | 31    | Felfüggesztés  | 8        |          |
| Kiesett  | 36 | Rolf Stommelen        | Arrows-Ford        | 26    | Kicsúszás      | 17       |          |
| Kiesett  | 2  | John Watson           | Brabham-Alfa Romeo | 18    | Baleset        | 9        |          |
| Kiesett  | 1  | Niki Lauda            | Brabham-Alfa Romeo | 0     | Baleset        | 3        |          |
| Kiesett  | 7  | James Hunt            | McLaren-Ford       | 0     | Baleset        | 6        |          |
| Kiesett  | 14 | Emerson Fittipaldi    | Fittipaldi-Ford    | 0     | Baleset        | 15       |          |
| NK       | 18 | Rupert Keegan         | Surtees-Ford       |       |                |          |          |
| NK       | 24 | Derek Daly            | Hesketh-Ford       |       |                |          |          |
| NK       | 32 | Keke Rosberg          | Theodore-Ford      |       |                |          |          |
| NK       | 10 | Alberto Colombo       | ATS-Ford           |       |                |          |          |
| NeK      | 25 | Héctor Rebaque        | Lotus-Ford         |       |                |          |          |
| NeK      | 37 | Arturo Merzario       | Merzario-Ford      |       |                |          |          |

## Statisztikák
Vezető helyen:
- Mario Andretti: 70 (1-70)

Mario Andretti 8. győzelme, 11. pole-pozíciója, Ronnie Peterson 7. leggyorsabb köre.
- Lotus 66. győzelme.